# Llista de topònims de Santa Llogaia d'Àlguema
Llista de topònims (noms propis de lloc) del municipi de Santa Llogaia d'Àlguema, a l'Alt Empordà
Informació actualitzada per un bot. Els canvis manuals es perdran quan s'actualitzi!

## casa
| imatge | Nom                            | Ubicat a                | instància de | Detalls                                         | coordenades                                                  | Protecció                                  | Commons (més fotos)                                      | Dades a WD                    |
| ------ | ------------------------------ | ----------------------- | ------------ | ----------------------------------------------- | ------------------------------------------------------------ | ------------------------------------------ | -------------------------------------------------------- | ----------------------------- |
|        | casa al carrer Sant Antoni, 11 | Santa Llogaia d'Àlguema | casa         | Estil: arquitectura gòtica arquitectura popular | 42° 14′ 00″ N, 2° 57′ 10″ E / 42.233259°N,2.95272°E 40 msnm  | bé integrant del patrimoni cultural català | Casa al carrer Sant Antoni, 11 (Santa Llogaia d'Àlguema) | Modifica les dades a Wikidata |
|        | casa al carrer Sant Antoni, 13 | Santa Llogaia d'Àlguema | casa         | Estil: arquitectura gòtica arquitectura popular | 42° 14′ 00″ N, 2° 57′ 10″ E / 42.233376°N,2.952647°E 43 msnm | bé integrant del patrimoni cultural català | Casa al carrer Sant Antoni, 13 (Santa Llogaia d'Àlguema) | Modifica les dades a Wikidata |

## curs d'aigua
| imatge | Nom     | Ubicat a    | instància de | Detalls                                   | coordenades                                               | Protecció | Commons (més fotos) | Dades a WD                    |
| ------ | ------- | ----------- | ------------ | ----------------------------------------- | --------------------------------------------------------- | --------- | ------------------- | ----------------------------- |
|        | Manol   | Alt Empordà | curs d'aigua | Desemboca: Muga Llarg: 40km Conca: 150km² | 42° 16′ 29″ N, 3° 01′ 33″ E / 42.2747°N,3.02589°E 48 msnm |           | Manol               | Modifica les dades a Wikidata |
|        | Àlguema | Alt Empordà | curs d'aigua | Desemboca: Manol                          | 42° 14′ 02″ N, 2° 57′ 17″ E / 42.23384444°N,2.95461389°E  |           |                     | Modifica les dades a Wikidata |

## masia
| imatge | Nom          | Ubicat a                | instància de | Detalls | coordenades                                                         | Protecció | Commons (més fotos) | Dades a WD                    |
| ------ | ------------ | ----------------------- | ------------ | ------- | ------------------------------------------------------------------- | --------- | ------------------- | ----------------------------- |
|        | Mas Gratacòs | Santa Llogaia d'Àlguema | masia        |         | 42° 14′ 19″ N, 2° 57′ 01″ E / 42.23869722°N,2.95020028°E            |           |                     | Modifica les dades a Wikidata |
|        | Mas Veí      | Santa Llogaia d'Àlguema | masia        |         | 42° 14′ 14″ N, 2° 57′ 17″ E / 42.2372°N,2.95484°E                   |           |                     | Modifica les dades a Wikidata |
|        | el Molí      | Santa Llogaia d'Àlguema | masia        |         | 42° 13′ 48″ N, 2° 56′ 57″ E / 42.2298862731161°N,2.94912678762648°E |           |                     | Modifica les dades a Wikidata |

## Misc
| imatge | Nom                                          | Ubicat a                | instància de                                                                   | Detalls                                           | coordenades                                                                     | Protecció                                  | Commons (més fotos)                         | Dades a WD                    |
| ------ | -------------------------------------------- | ----------------------- | ------------------------------------------------------------------------------ | ------------------------------------------------- | ------------------------------------------------------------------------------- | ------------------------------------------ | ------------------------------------------- | ----------------------------- |
|        | Polígon industrial Camps del Bosc            | Santa Llogaia d'Àlguema | polígon industrial                                                             |                                                   | 42° 13′ 54″ N, 2° 57′ 29″ E / 42.2316190997443°N,2.95806904952464°E             |                                            |                                             | Modifica les dades a Wikidata |
|        | Restes de l'antic portal de muralla          | Santa Llogaia d'Àlguema | porta de ciutat                                                                | Estil: arquitectura popular 14th century          | 42° 14′ 01″ N, 2° 57′ 09″ E / 42.233506°N,2.952501°E ca:A llevant de l'església | bé integrant del patrimoni cultural català | Portal de muralla (Santa Llogaia d'Àlguema) | Modifica les dades a Wikidata |
|        | Santa Llogaia                                | Santa Llogaia d'Àlguema | església                                                                       | Estil: arquitectura romànica arquitectura popular | 42° 14′ 00″ N, 2° 57′ 08″ E / 42.2333°N,2.95219°E                               | bé integrant del patrimoni cultural català | Església de Santa Llogaia d'Àlguema         | Modifica les dades a Wikidata |
|        | Santa Llogaia d'Àlguema                      | Santa Llogaia d'Àlguema | entitat singular de població ens local històric de Catalunya capital municipal | 400 hab                                           | 42° 14′ 00″ N, 2° 57′ 09″ E / 42.233301°N,2.952417°E 43 msnm                    |                                            |                                             | Modifica les dades a Wikidata |
|        | casa consistorial de Santa Llogaia d'Àlguema | Santa Llogaia d'Àlguema | casa consistorial                                                              |                                                   | 42° 14′ 02″ N, 2° 57′ 11″ E / 42.2339925°N,2.9531361°E                          |                                            |                                             | Modifica les dades a Wikidata |